# Anna Bergerotti
Anna Bergerotti (née en 1630 et morte en 1700) est une chanteuse d'opéra italienne dont le talent est particulièrement recherché par la cour du roi de France Louis XIV.

## Biographie
Anna Bergerotti est recrutée par la cour du roi de France et arrive à Paris en 1654 pour chanter dans l'opéra de Carlo Caproli Le Nozze di Peleo e di Theti, commandé par Jules Mazarin et dont la première a lieu le 14 avril dans le salon du théâtre du Petit-Bourbon, avec des décors de Torelli.
Sa voix, perçue comme angélique, est particulièrement appréciée par la reine mère Anne d'Autriche, ce qui vaut à Bergerotti un salaire annuel relativement élevé de 3 600 livres et un appartement proche de la cour. 
Son goût et sa grande éducation lui permettent de connaître les personnages importants qui visitent Paris – elle entretient une correspondance avec Constantin Huygens.
La cardinal Mazarin d'abord, puis le trésor public, lui financent une salle où elle invite un public choisi à des concerts.
Elle soutient activement le compositeur Jean-Baptiste Lully qui collabore avec elle pour les divertissements du roi Modèle:Souverain1 et, comme Lully, elle séjourne à Paris en 1662, alors que de nombreux artistes doivent quitter la France après la mort de Mazarin. 
En 1664, elle est présente lorsque la deuxième comédie-ballet, Le Mariage forcé, est représentée en février et, en juillet, elle chante pour la visite du légat pontifical Flavio Chigi au château de Versailles. En 1664, elle participe à l'une des entrées du Mariage forcé écrit par Molière
Après avoir quitté Paris pour retourner dans son pays, elle épouse un marquis italien.